# Clube de Regatas do Flamengo (Volta Redonda)
O Clube de Regatas do Flamengo, mais conhecido como Flamenguinho, Flamengo de Volta Redonda ou Flamengo da Vila Americana, foi uma agremiação esportiva da cidade de Volta Redonda, no estado do Rio de Janeiro, fundada em 28 de janeiro de 1971. Até a fundação do Volta Redonda Futebol Clube, a equipe era a principal equipe da cidade de Volta Redonda.

## História
Até 1975, os únicos times profissionais da cidade de Volta Redonda eram o Flamengo de Volta Redonda, e o Guarani Esporte Clube. Contudo, naquele ano ocorreu a fusão dos estados do Rio de Janeiro e da Guanabara e, consequentemente, a fusão das federações dos dois estados com a criação da Federação de Futebol do Estado do Rio de Janeiro (FERJ). O então presidente da Liga de Desportos de Volta Redonda, Getúlio Albuquerque Guimarães, iniciou então o projeto, juntamente com o presidente do Flamenguinho de VR, Guanayr de Souza Horst, para criar um clube de futebol para representar a cidade no novo Campeonato Estadual do Rio de Janeiro, onde foi proposta a fusão dos 2 clubes.
A praça de esportes, que mais tarde seria reformada para virar o Estádio Raulino de Oliveira, pertencia à “Companhia Siderúrgica Nacional” (CSN) que a havia cedido, em comodato, ao “Guarani Esporte Clube”. E o Flamengo entraria com os jogadores.
Em outubro de 1975, o então prefeito da cidade, Nélson Gonçalves, entrou em contato com o Sr. Otávio Pinto Guimarães, presidente da futura “Federação de Futebol do Estado do Rio de Janeiro”, propondo a construção de um estádio na praça de esportes cedida pela CSN, onde o clube da cidade mandaria suas partidas.
Ao mesmo tempo, no campo político brasileiro, à época, existiam somente dois partidos. De um lado a “ARENA”, situação, e do outro o “MDB”, oposição. Coincidentemente, o presidente da “ARENA” era o almirante Heleno de Barros Nunes, também presidente da “Confederação Brasileira de Desportos”. Nos bastidores ficou acertada a participação do novo clube também no Campeonato Brasileiro. Tudo parecia caminhar bem, mas por determinação do tal militar, deveria haver a troca do nome: – “Já basta um Flamengo no mundo”, teria dito o mandatário, vascaíno confesso.
Foi assim que nasceu o Volta Redonda Futebol Clube, com o Clube Regatas Flamengo de Volta Redonda tendo usurpado a sua chance de representar a cidade de Volta Redonda no campeonato estadual.
Mesmo assim, o Flamengo chegou a disputar o Campeonato Carioca da Terceira Divisão (atual Série C) durante a década de 90, mas logo depois passou a disputar os campeonatos amadores da “Liga de Desportos de Volta Redonda” .
O clube disputou o Campeonato Fluminense de Futebol em 1974 e 1975.[carece de fontes?] Com a fusão do Estado da Guanabara com o Estado do Rio de Janeiro, a equipe começou a participar das divisões inferiores do Campeonato Carioca. Atualmente o clube está desativado, mas com perspectivas de retornar.